# مذبحة بودو ليغ
مذبحة بودو ليغ كانت مذبحة وجريمة حرب ضد الشيوعيين والمتعاطفين معهم (كثير منهم كان مدنيون ليس لهم علاقة بالشيوعية أو الشيوعيين) وقعت المذبحة في صيف عام 1950 أثناء الحرب الكورية. تختلف تقديرات عدد القتلى فوفقاً لخبراء ومؤرخين تتراوح لأعدادهم بين 60،000 - 110،000 (كيم دونغ تشون) حتى 200،000 (بارك ميونغ ليم).